# Le Vernet (Haute-Loire)
Le Vernet ist eine französische Gemeinde mit 22 Einwohnern (Stand: 1. Januar 2022) im Département Haute-Loire in der Region Auvergne-Rhône-Alpes (vor 2016 Auvergne); sie gehört zum Arrondissement Le Puy-en-Velay und zum Kanton Saint-Paulien.

## Geografie
Le Vernet liegt etwa 17 Kilometer westlich von Le Puy-en-Velay. Umgeben wird Le Vernet von den Nachbargemeinden Saint-Jean-de-Nay im Norden und Osten, Saint-Privat-d’Allier im Süden sowie Saint-Bérain im Westen.

## Bevölkerungsentwicklung
| Jahr                       | 1962 | 1968 | 1975 | 1982 | 1990 | 1999 | 2006 | 2011 | 2017 |
| Einwohner                  | 88   | 79   | 67   | 67   | 52   | 40   | 37   | 27   | 24   |
| Quellen: Cassini und INSEE |      |      |      |      |      |      |      |      |      |

## Sehenswürdigkeiten
- Kirche Saint-Geneys aus dem 12. Jahrhundert